# Donald Friend
Donald Friend, né le 6 février 1915 à Cremorne et mort le 17 août 1989 à Woollahra, est un peintre australien. 

## Biographie
Donald Stuart Leslie Friend naît le 6 février 1915 à Cremorne.
Il étudie à la Royal School of Art de Sydney. Il vit à Londres pendant un certain nombre d'années et, en 1940, il retourne vivre en Australie. Pendant la Seconde Guerre mondiale, il effectue son premier voyage en Indonésie.
Il passe les années 1957-1961 au Sri Lanka et dont les peintures sri-lankaises font partie de nombreuses collections, dans le pays et à l'étranger. Il est connu pour ses scènes pittoresques de la vie militaire et pour ses peintures inspirées par la musique jazz.
Il meurt le 17 août 1989 à son domicile de Woollahra et est incinéré.